# Stela Galušić
Stela Galušić (8. siječnja 1997.), hrvatska košarkašica. Igračica ŽKK Dubrava iz Zagreba u koji je prešla iz ŽKK Jabuke iz Zaprešića. Istakla se u utakmici protiv ŽKK Zadar u kojoj je postigla 37 poena, postotak šuta (12/22) iz igre i linije slobodnih bacanja (10/12), više nego ostatak ekipe Dubrave.